# Simon van der Meer
Simon van der Meer (Hága, 1925. november 24. – Genf, 2011. március 4.) holland gyorsítófizikus volt, aki 1984-ben Carlo Rubbiával megosztott fizikai Nobel-díjat kapott a W- és Z-bozonok felfedezéséhez való hozzájárulásáért.

## Élete
Szülei, Pieter van der Meer és Jetske Groeneveld, fríz származásúak voltak, három lánytestvérével együtt nevelték. Édesapja tanár volt, édesanyja tanárcsaládból származott, ezért gyermekeik oktatása elsőrendűen fontos volt számukra. 1943-ban érettségizett Hágában. Mivel a holland egyetemek ekkor a német megszállás miatt zárva voltak, 1945-ig a gimnázium humán szakjait látogatta, eközben növekvő érdeklődést mutatott a fizika és az elektronika iránt. 1945-től műszaki fizikát tanult a Delfti Műszaki Egyetemen. 1952-ben mérnöki diplomát kapott és a Philips kutató laboratóriumába ment dolgozni Eindhovenbe. 1956-ban Genfbe költözött, ahol 1990-es nyugdíjba vonulásáig a CERN-ben dolgozott.
1966-ban a svájci hegyekben síelve ismerkedett meg jövendő feleségével, Catharina M. Koopmannal, akivel 1967-ben megházasodtak. Két gyermekük született, Esther (1968) és Mathijs (1970).

## Tudományos pályája
A CERN-ben 1956-ban John Adams és C. A. Ramm vezetése alatt kezdett dolgozni az épülő Protonszinkrotron (PS) mellett, ahol kompenzált tekercseléssel és multipólusú korrekciós lencsékkel foglalkozott a PS és tápegységei számára. 1960-ban egy szeparált antiproton nyaláb mellett dolgozva javasolt egy új neutrínónyaláb-fókuszáló eszközt („horn”). 1965-ben csatlakozott F. J. M. Farley csoportjához, amely a második g-2 kísérlet előkészítésén dolgozott a müon anomális mágneses momentumának mérésére. Ő tervezte a kis tárológyűrűt, de részt vett a kísérlet minden fázisában, az adatfeldolgozásban is.
1967–1976-ig az ISR majd az SPS mágneseinek tápegységeiért volt felelős, de közben gyorsítófizikai elveken is gondolkodott. Az ISR mellett a luminozitás kalibrációs módszerén és a részecskenyalábok sztochasztikus hűtésén dolgozott. 1968-ban előállt ez utóbbinak egy kezdetleges elméletével, amelyet azonban félretett, mert az ISR nagy nyalábintenzitása mellett túl lassú lett volna a hűtés. Mások azonban 1974-ben előszedték az ötletét. 1976-ban Cline, McIntyre, Mills, és Rubbia javasolták, hogy az SPS-t használják proton–antiproton ütköztetőként, ami megkövetelte az antipronnyalábok hűtését. Van der Meer csatlakozott a csoporthoz és egy kis gyürün (ICE) végrehajtott sikeres kísérletek után  R. Billinge-dzsel együtt társvezetője lett az Antiproton-felhalmozót (AA: Antiproton Accumulator) felépítő projektnek. Hamarosan javasolta az antipronnyaláb intenzitását egy nagyságrenddel megnövelő Antiprotongyűjtő (AC: Antiproton Collector) megépítését is, valamint a később a LEAR-nél alkalmazott sztochasztikus extrakció (kinyerés, lefejtés) módszerét is.

### Nobel-díj
1984-ben Carlo Rubbiával megosztva megakapta a fizikai Nobel-díjat, miután 1983-ban az UA1-kísérlet felfedezte a W- és Z-bozonokat, az elektrogyenge kölcsönhatás közvetítő bozonjait, amivel igazolta a Glashow–Weinberg–Salam-modell helyességét. Az UA1 az SPS mellett működő proton–antiproton kísérlet volt. A felfedezéstől számított egy év a Nobel-díj odaítéléséig kivételesen rövid időnek számít.